# Gustaf Adolf Gyllenborg
Gustaf Adolf Gyllenborg, född 29 januari 1743 på Torsåker slott, död 19 oktober 1789 i Stockholm, var en svensk greve och assessor i Kommerskollegium.

## Biografi
Gustaf Adolf Gyllenborg föddes som son till Fredrik Gyllenborg och dennes hustru Elisabeth Stierncrona. Han blev student vid Uppsala universitet den 16 november 1753, och tog en examen i juridik 1760 samt disputerade 1761. Han blev auskultant i Bergskollegium den 5 februari 1762 för att den 28 februari 1763 få samma tjänst vid Svea hovrätt. Den 1 november 1763 blev han Extra ordinarie notarie i Bergskollegium. Den 10 november 1764 utnämndes han till extra ordinarie kontorsskrivare i Riksbanken. Han befordrades till kontorsskrivare den 20 juni 1770 och blev bokhållare i Riksbanken den 22 september 1778. Han utnämndes slutligen till assessor i Kommerskollegium den 5 februari 1782; han även blev utnämnd ledamot av sjöförsäkringsöverrätten den 24 juli 1783. Gustaf Adolf Gyllenborg dog den 19 oktober 1789.

### Forskning
Gyllenborg blev ämnessven i Kungliga Vetenskapsakademien den 31 augusti 1754, alltså året att han började sina studier vid Uppsala universitet. Gyllenborg var under hela sitt liv intresserad av lantbruk och dess utveckling. Han intresserade sig särskilt för kemi kopplat till jordbrukets utveckling. Han var respondent på en disseration i Uppsala 1761, Åkerbrukets chemiska grunder eller Agriculturæ fundamenta chemica, vilken han hjälpt Johan Gottschalk Wallerius att ta fram. Denna översattes 1770 bland annat till engelska. I denna beskrivs  ingående experiment kopplade till grönsaker, fröer och vegetation, men även djupgående studier av gödsel och jordmån. Man tar även upp hur mark bör bearbetas genom exempelvis plogning och harvning.

### Familj

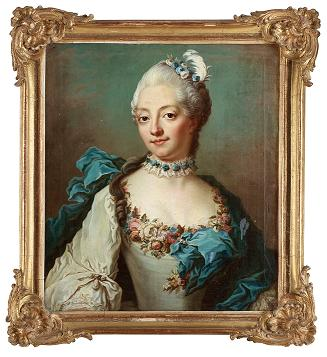
Petronella Hultman, avporträtterad av Jakob Björck runt 1770.

Han gifte sig den 18 november 1766 i Stockholm med Petronella Hultman (1748–1783). Hon var dotter till grosshandlaren i Stockholm, direktören och brukspatronen Peter Hultman och dennes hustru Carolina Fredrika Ulrika Johansdotter Camitz. Tillsammans fick paret två söner, varav Fredrik Gyllenborg nådde vuxen ålder.
1769 bodde paret på Riddargatan på det som då kallades Ladugårdslandet i Stockholm.